# Voo Tara Air 197
O Voo Tara Air 197 foi um voo doméstico programado, operado pela Tara Air para a subsidiária Yeti Airlines do Aeroporto de Pokhara para o Aeroporto de Jomsom no Nepal. Em 29 de maio de 2022, a aeronave Twin Otter, que transportava vinte e duas pessoas, sendo dezenove passageiros e três tripulantes, perdeu contato com os controladores de tráfego aéreo às 10h07 NPT (04h22 UTC). A aeronave caiu no distrito de Mustang, matando todos os ocupantes.

## Aeronave
De acordo com o Flightradar24, a aeronave do acidente era um De Havilland Canada DHC-6 Twin Otter registrado sob o número 9N-AET. Ele fez seu voo inaugural em abril de 1979.

## Voo
A aeronave decolou de Pokhara às 9h55, horário local, e estava programada para pousar no Aeroporto de Jomsom às 10h15. De acordo com a Autoridade de Aviação Civil do Nepal (CAAN), o avião perdeu contato com os controladores de tráfego aéreo às 10h07, acima de Ghorepani, distrito de Myagdi. O voo transportava vinte e dois ocupantes, sendo quatro indianos, dois alemães e treze nepaleses, entre estes últimos os dois pilotos e a comissária de bordo. A NDTV afirmou que os quatro passageiros indianos de Mumbai e membros da mesma família.

## Resposta de emergência
Os esforços de busca foram inicialmente prejudicados pelas más condições climáticas. A CAAN disse que um helicóptero de busca de Jomsom fez uma viagem de volta devido ao clima. Os esforços de busca também foram conduzidos pela Kailash Air, mas sem sucesso.
A localização do telefone do capitão foi rastreada por equipes de busca e salvamento com a assistência da Nepal Telecom. Um porta-voz da Yeti Airlines disse que os dados de rastreamento indicam que a última localização do telefone foi nas proximidades de Lete, uma vila no distrito de Mustang. A CAAC disse que um transmissor localizador de emergência reduziu a possível última localização conhecida em torno da área de Khaibang.
Moradores de Lete informaram a polícia de um "som incomum" perto da vila. Um policial disse que a polícia enviaria um helicóptero para a área. Os controladores de tráfego aéreo no aeroporto de Jomsom também relataram ter ouvido um barulho alto na hora do desaparecimento.
Cinco horas depois do desaparecimento, os destroços do avião foram encontrados perto de Kowang, uma vila no distrito de Mustang. Moradores relataram ter visto a aeronave em chamas no pé do Monte Manapathi, perto da foz de um rio. Um oficial do exército nepalês disse que o pessoal estava viajando para o local do acidente.
Os esforços de busca e resgate foram cancelados mais tarde naquele dia devido à queda de neve no local do acidente. Um general de brigada do exército nepalês twittou que a "perda da luz do dia e o clima adverso" levaram ao cancelamento das buscas e resgates, mas recomeçaram no dia seguinte.
Em 31 de maio de 2022, os corpos das vítimas foram recuperados.

## Reações
A embaixada indiana no Nepal postou um tweet sobre o desaparecimento logo após ser relatado. Funcionários da embaixada disseram que estavam "mantendo contato" com as famílias dos quatro cidadãos indianos que eram passageiros do voo.